# Parafia Świętych Apostołów Piotra i Pawła w Dziembowie
Parafia Świętych Apostołów Piotra i Pawła w Dziembowie – parafia rzymskokatolicka w dekanacie Wysoka, w diecezji bydgoskiej.
Założona 1 lipca 1971. Do parafii należą wierni z miejscowości: Dziembowo i Dziembówko.